# Sprache von Kalašma
Die Sprache von Kalašma (auch Kalasmäisch) ist eine ausgestorbene anatolische Sprache, die in der späten Bronzezeit im gleichnamigen Gebiet gesprochen wurde. Dieses lag im Nordwesten des hethitischen Reiches, möglicherweise in der heutigen türkischen Provinz Bolu. Die Einordnung der Sprache innerhalb der Anatolischen Sprachfamilie ist noch unklar; möglicherweise gehört sie zum luwischen Zweig.
Die Julius-Maximilians-Universität Würzburg gab die Entdeckung der Sprache von Kalašma im Jahr 2023 auf Basis einer Tontafel bekannt, die in der hethitischen Hauptstadt Ḫattuša (heute Boğazkale) gefunden wurde. Die Tafel ist in hethitischer Keilschrift des 13. Jahrhunderts v. Chr. beschrieben. Sie gehört zu einer größeren Gruppe von Texten, in denen die Hethiter religiöse Rituale anderer Sprachen und Kulturen darstellten. Die hethitische Einleitung bezeichnet den anschließend wiedergegebenen Text als „in der Sprache von Kalašma“ verfasst.
Der Text der Tontafel wurde im Februar 2024 von Daniel Schwemer in einem Fachvortrag vorgestellt und parallel dazu in der Publikationsreihe Keilschrifttexte aus Boghazköi veröffentlicht, wobei er die Signatur KBo 71.145 erhielt. Eine linguistische Analyse von Ilya Yakubovich und Elisabeth Rieken erschien 2024 im Archäologischen Anzeiger.